# 2001 ve filmu

## Filmy roku 2001

### České filmy
- 24 (režie: David Beránek)
- Babí léto (režie: Vladimír Michálek)
- Cabriolet (režie: Marcel Bystroň)
- Divoké včely (režie: Bohdan Sláma)
- Jak ukrást Dagmaru (režie: Jaroslav Soukup)
- Královský slib (režie: Kryštof Hanzlík)
- Kruh (režie: Věra Plívová)
- Mach, Šebestová a kouzelné sluchátko (režie: Václav Vorlíček)
- Otesánek (režie: Jan Švankmajer)
- Paralelní světy (režie: Václav Petr)
- Rebelové (režie: Filip Renč)
- Tmavomodrý svět (režie: Jan Svěrák)
- Vyhnání z ráje (režie: Věra Chytilová)
- Z pekla štěstí 2 (režie: Zdeněk Troška)

### Zahraniční filmy
- Hannibal (režie: Ridley Scott)
- Jako pavouk (režie: Lee Tamahori)
- Masoví vrazi, Hannibal Lecter – skutečné příběhy (režie: Sean Buckley)
- Pianistka (režie: Michael Haneke)
- Sauvage innocence (režie: Philippe Garrel)